# Chryzanów
Chryzanów – punkt przeładunkowy (z szerokiego toru na normalny), zbudowany
na przełomie lat 60. i 70. XX wieku. Pierwotnie znajdowały się tutaj dwie rampy przeładunkowe każda o długości 500 m i szerokości 8 m. Tor normalny przy rampie południowej został rozebrany. Od 2016 trwały prace budowlane obejmujące rozbiórkę ramp i budowę punktu przeładunkowego. Obecnie mieści się tu Intermodalny Terminal
Kontenerowy Andrex Logistics. 
Niektóre parametry terminalu:
- Powierzchnia terminalu – 60 000m²
- Powierzchnia placów kontenerowych – 24 000m²
- Pojemność placów kontenerowych – 3000 TEU
- Przepustowość: miesięczna 17 000 TEU roczna 200 000 TEU